# Kuravathi, Hadagalli
Kuravathi là một làng thuộc tehsil Hadagalli, huyện Bellary, bang Karnataka, Ấn Độ.